# SANNET
SANNET（さんねっと、SANNET Internet Services）はかつて楽天モバイルが運営していたインターネット・サービス・プロバイダである。

## 概要
三洋電機系のインターネット・サービス・プロバイダとして1995年に運用開始。
Outbound Port 25 BlockingやDNSSECなどセキュリティ関連の対応が早い傾向にある。

## 沿革
- 1995年11月 - 三洋電機ソフトウエア株式会社によりインターネット接続サービス「SANNET」開始[3]
- 2003年1月6日 - 株式会社NTTデータ三洋システムに商号変更
- 2010年12月1日 - 三洋ITソリューションズ株式会社に商号変更
- 2014年1月1日 - 三洋ITソリューションズ株式会社からフュージョン・コミュニケーションズ株式会社へ事業譲渡[4]
- 2015年12月1日 - フュージョン・コミュニケーションズ株式会社が商号を楽天コミュニケーションズ株式会社に変更
- 2019年7月1日 - 楽天コミュニケーションズ株式会社の会社分割により楽天モバイル株式会社へ承継
- 2020年3月31日 - SANNET全サービスを終了[5]

## 障害
- 2009年2月2日に基幹ネットワークの光ファイバー切断事故のため、大規模な障害が発生した。[6][7][8]
- 2014年11月中旬頃、東京都内において、機器メンテナンスを行ったが失敗し、ダウンロード速度が1/100程度になる障害が発生した。会員へのメール送信やWEBサイト上での障害告知は行われず、問い合わせた会員に対してのみ障害についての説明と「復旧には2〜3週間、最長1ヶ月程度掛かる」といった案内が行われた。2014年12月1日、ようやく障害について告知がなされたが[9]、障害情報のページには表示されず[10]、また障害の発生日時などについても一切明らかにしないものであった。

## 個人向け提供サービス
- 光ファミリーコース/光マンションコース - 個人向けのNTT東西のフレッツ光接続サービスに対応したインターネット接続サービス。
- ブロードバンドコース - 個人向けのNTT東西のフレッツADSL接続サービスに対応したインターネット接続サービス。
- ADSL - イー・アクセス レンタルパックコース - 個人向けイー・アクセスADSLに対応したインターネット接続サービス。
- セキュリティサービス - シマンテックのセキュリティ製品、トレンドマイクロのセキュリティ製品の月額版の提供。
- 個人電子証明書発行サービス - S/MIME用にベリサイン 個人用電子証明書 Class1 ライトの提供。

## 法人向け提供サービス
- 法人用インターネット接続コース - 法人向けのNTT東西のフレッツ接続サービスに対応したインターネット接続サービス。
- 専用線IP接続サービス - 法人向けの専用線インターネット接続サービス。
- 専用線接続サービス - 法人向けの専用線サービス。
- L2接続サービス - 法人向けの広域イーサーネットサービス。
- インターネットVPN - 法人向けのインターネットVPN機器のレンタルサービス。
- ホスティングサービス - 法人向けのWEB/メール/DNSホスティングサービス。